# 育才北路駅
育才北路駅（いくさいほくろえき）は、中華人民共和国浙江省杭州市蕭山区金城路と育才北路の交差点に位置する杭州地下鉄5号線の駅である。

## 歴史
建設時の仮駅名は「育才路駅」であった。
- 2020年4月23日：開業[2][3]。
- 2024年10月21日：C1～C4出入口および地下街が共用開始[4]。
- 2025年5月15日：区間列車の東側終点が江暉路駅から当駅まで延伸[5]。

## 駅構造
島式ホーム1面2線を有する地下駅。人民広場側に引き上げ線が2線ある。
引き上げ線の配置制約により、平日朝ラッシュ時の区間列車は蒋村→育才北路と人民広場→蒋村の2系統で運行され、育才北路行き列車は当駅で客扱い終了後、逆走で引き上げ線に進入し、その後回送で人民広場駅まで移動して折り返し客扱いを再開します。

### のりば
案内上ののりば番号は設定されていない。
| 路線    | 方向 | 行先                 |
| ------- | ---- | -------------------- |
| ■ 5号線 | 下り | 城站・南湖東方面     |
| ■ 5号線 | 上り | 火車南站・姑娘橋方面 |

（出典：杭港地下鉄:内部空间示意图）

## 駅周辺
- 衆安・白馬御府
- 浙江蕭山医院（中国語版）
- 北干街道（中国語版）辦事処
- 銀河公園
- 雍景湾
- 高橋金帆実験学校
- 銀通ビル
- 蕭山供電局新調度ビル
- 金萊街
- 城建公寓
- 金苑ビル
- 蕭山水務ビル
- 新安園
- 北干初中
- 高運・匯豊ビル
- 名城ビル
- 飛鳥集公寓
- 杭州市規畫和自然資源局蕭山分局
- 新安公園

## 隣の駅
杭州地下鉄
■ 5号線
人民広場駅 - 育才北路駅 - 通恵中路駅